# Sac au dos
 (août 2022).
Si vous disposez d'ouvrages ou d'articles de référence ou si vous connaissez des sites web de qualité traitant du thème abordé ici, merci de compléter l'article en donnant les références utiles à sa vérifiabilité et en les liant à la section « Notes et références ».
Sac au dos est une nouvelle de l'écrivain français Joris-Karl Huysmans, publiée dans une première version en 1877 dans la revue L'Artiste à Bruxelles, avant d'être remaniée par son auteur pour être insérée dans le recueil Les Soirées de Médan, publié en 1880.

## Historique
Sac au dos appartient à la période naturaliste de Huysmans, alors proche du cercle d'Émile Zola.

## Résumé
Un jeune conscrit raconte le quotidien des soldats français durant la guerre franco-prussienne de 1870.
Eugène Lejantel est un étudiant français qui passe un examen en langues anciennes au début de l'œuvre, afin d'obtenir son grade de bachelier. Il étudie le latin, et il passe sa première année avant d'être envoyé à l'armée en raison du début de la guerre Franco-Prusienne de 1870. Il est mobilisé et intégré à un groupe de soldats, et ils finissent par arriver à la gare d'Aubervilliers, ils reculent un peu et descendent et marchent jusqu'à Chalon puis au Mourmelon. Ils se retrouvent dès alors à un poste militaire où les conditions de vie sont précaires et où ils dorment sans couverture, Eugène tombe éventuellement malade à cause de l'eau du camp. Dans le camp, le major est présenté comme étant un personnage constamment en colère et violent face à ses soldats. Eugène est envoyé à l'hôpital où il se retrouve avec un ensemble d'autres soldats, c'est ici qu'il rencontrera Francis Emonot, qui sera son compagnon durant la majorité de l'histoire. Francis Emonot est quant à lui peintre, le chef major arrive éventuellement et frappe notre protagoniste et lui donne de l'eau albuminée et de la tisane à la réglisse. Entre malades, ils mangent de la viande dans le dos du personnel médical. Certains des malades sont amenés à danser, avant d'être frappés par le chef major qui entre et qui les frappe. Puis, ils sont transportés en train pendant un voyage infernal, où ils se retrouvent avec un grand nombre d'autres malades. Pendant le voyage, les soldats sont affamés et leur état de santé est précaire. Eugène et Francis finissent à Arras au niveau d'un hôpital où le directeur leur donne l'autorisation de manger, ils mangent puis ils sont recondamnés à revoyager. Ils finissent cette fois-ci à Evreux où ils sont accueillis au sein d'un lycée ayant été transformé en hôpital en raison de la guerre, ils sont servis en nourriture mais l'expérience est traumatisante vu qu'ils voient des médecins effectuer des vivisections sur des patients. La sœur Angèle, une religieuse chargée de s'occuper des malades s'occupe cependant bien d'eux et sa présence leur remonte le moral. Afin d'échapper à leur quotidien dans l'hôpital, ils s'échappent, et ils vont manger avant d'aller aborder deux prostituées. Le lendemain, ils ressortent et ils vont voir la famille Frêchéde (famille haut placée à Evreux étant également celle de l'un des amis d'Eugène) afin de leur demander de leur aide quant à leur situation au niveau de l'hôpital qu'ils souhaitent quitter. Ils obtiennent de l'aide de la part des Frêdéches et Francis quitte l'hôpital en premier, puis la sœur Angèle vient annoncer la nouvelle à Eugène qu'il aura bientôt l'occasion de revenir à Paris. Il la remercie, et les jours passent, et Eugène revient éventuellement à Paris en train, pendant son voyage il s'assoit à côté d'une femme nommée Reine qu'il voit endormie. Pendant son voyage, les deux discutent, elle s'endort et ensuite elle se réveille et puis ils s'embrassent accidentellement à cause d'un changement de passage du train qui les jette l'un sur l'autre. Elle l'embrasse et elle lui explique que si son frère n'est pas à la gare elle le suivra, s'il y est ils se reverront dans cinq jours. Le train s'arrête et son frère est là, il la récupère et puis cinq jours passent, les Prusses occupent Sévreux et Eugène n'a plus jamais revu Reine. Cependant, il se montre heureux du fait qu'il ait l'occasion de vivre paisiblement chez lui dans le confort de sa maison et son intimité.